# Den skyldige
Den skyldige är en dansk kriminalthriller från 2018 av den svenska regissören Gustav Möller.
Filmen hade biopremiär i Sverige den 29 mars 2019, utgiven av Nordisk Film.

## Om filmen
Polisen Asger Holm (Cedergren) svarar på ett nödsamtal från en kvinna som uppger att hon är kidnappad och befinner sig i en bil. Kort därefter bryts samtalet varpå Holm försöker få sina poliskollegor att lokalisera kvinnan.
Den skyldige utsågs till Danmarks Oscarsbidrag 2019.
Regissören Antoine Fuqua gjorde 2021 en engelsk nyinspelning av filmen med Jake Gyllenhaal i huvudrollen; den filmen heter The Guilty.

## Rollista (i urval)
- Jakob Cedergren – Asger Holm
- Jessica Dinnage – Iben
- Omar Shargawi – Rashid
- Jeanette Lindbæk – vaktchef
- Simon Bennebjerg – knarkare
- Laura Bro – journalist
- Morten Suurballe – man på gatan